# Sabaratiano
Sabaratiano fou un principat feudal de Geòrgia que abraçava una bona part del Baix Kartli (Kvemo Karli), en concret la part meridional.
Al segle xvi els dominis dels Baratashvili van ser coneguts com a principat de Sabaratiano, i incloïen centenars de pobles amb 2.5000 o 3.000 cases de camperols serfs i uns 250 o 300 nobles vassalls. Tenien castells a Samshvilde, Dmanisi, Darbaschala, Tbisi i Enageti; abadies familiars a Pitareti, Gudarekhi, Dmanisi i Kedi. Foren llistats entre els cinc nobles (tavadi) més importants de Kartli i van tenir un paper destacat en la vida cultural i política del país; foren caps de la Policia de Somkhiti-Sabaratiano, i majordoms i Caps de Justicia a la cort reial. Als segles xvi i xvii van originar branques menors i els dominis es van fraccionar sobretot en benefici dels Orbeliani. La casa principal va acabar perdent els seus rangs i privilegis en favor d'una de les branques dels Orbeliani que els van conservar fins a l'annexió russa.

## Armes
Quarterat, en azur bandera de plata amb pal de sable; en gules dos llances formant una creu i sobreposats un arc i una espasa formant en aspa, tot en colors naturals; en gules, columna de plata amb elements daurats, sostinguda als flancs per dos lleons rampants daurats; i d'atzur torre emmerletada de plata i branca vegetal en peu al costat (de sinople).